# Stazione di Orsara di Puglia
La stazione di Orsara di Puglia è una stazione ferroviaria posta lungo una tratta a binario unico della linea Napoli-Foggia. È gestita da Rete Ferroviaria Italiana e serve il comune di Orsara di Puglia.
La stazione è ubicata nella valle del Cervaro a 359 m s.l.m., a poche decine di metri dalla strada statale 90 delle Puglie ed esattamente sul confine regionale tra Puglia (comune di Orsara di Puglia, in provincia di Foggia) e Campania (comune di Montaguto, in provincia di Avellino).

## Storia
Edificata nel 1868, la stazione dispone di un fabbricato viaggiatori su tre livelli e di un piano caricatore per le merci con un tronchino dedicato. Il piazzale, composto da due binari passanti, fu elettrificato negli anni '20 del Novecento, unitamente al resto della tratta Benevento-Foggia, mediante il sistema innovativo della trazione a corrente continua a 3000 volt. Nella stazione effettuavano fermata cinque coppie giornaliere di treni passeggeri nel 1938, sette nel 1955 e sei nel 1973.
A partire dalla fine del Novecento lo scalo venne reso impresenziato, mentre a decorrere dalla fine del 2010 nessun treno effettua più fermata nella stazione.